# Wiesław Nowotarski
Wiesław Piotr Nowotarski (ur. 21 lutego 1910 w Rymanowie, zm. w maju 1940 w Charkowie) – działacz narodowy Związku Akademickiego „Młodzież Wszechpolska” we Lwowie, podporucznik rezerwy artylerii Wojska Polskiego, ofiara zbrodni katyńskiej.

## Życiorys

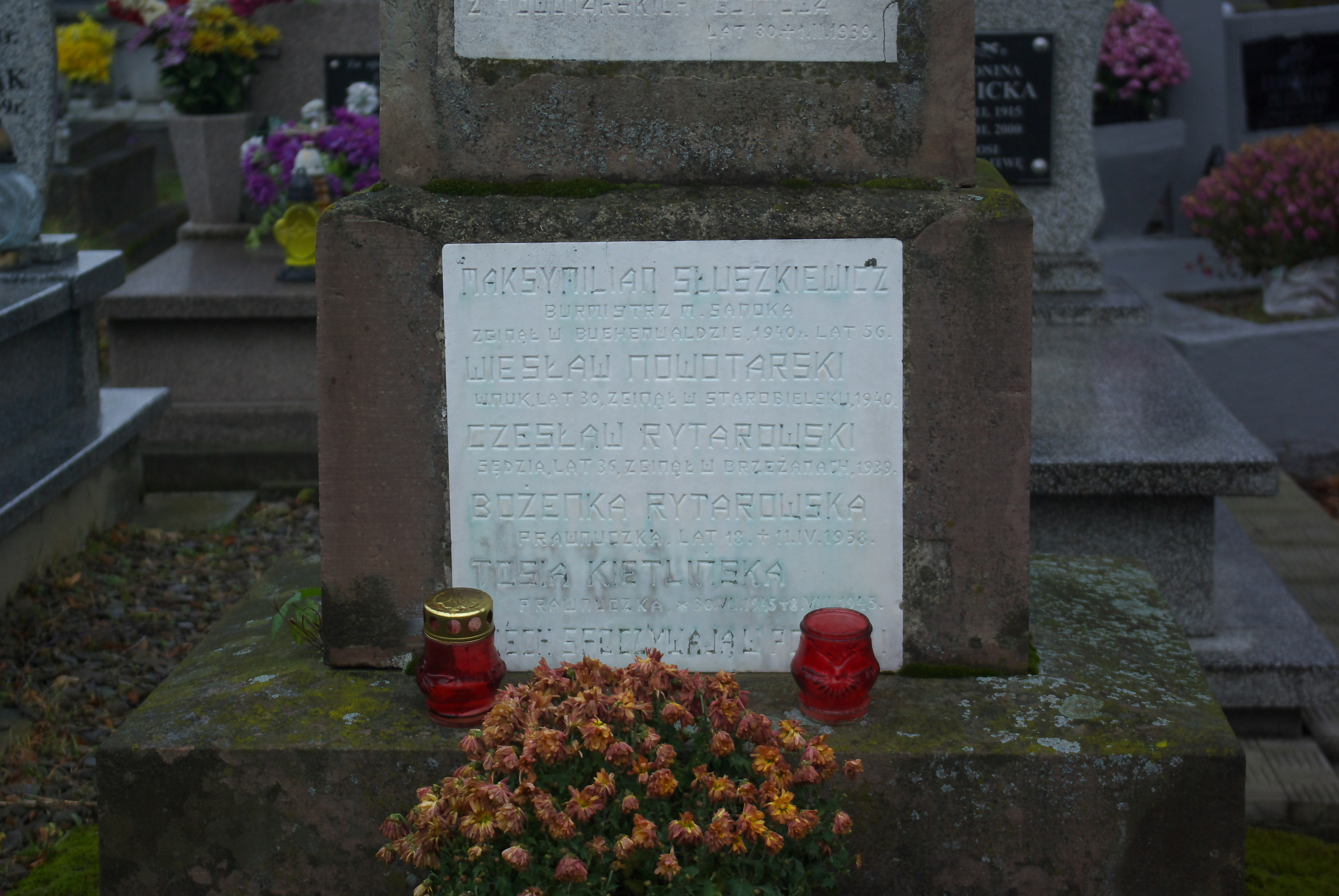
Symboliczne upamiętnienie Wiesława Nowotarskiego na grobowcu Słuszkiewiczów w Sanoku.

Urodził się jako syn Józefa (ur. 1877, buchalter w towarzystwie zaliczkowym, organista) i Władysławy (1886–1971) z domu Słuszkiewicz. Od strony matki był wnukiem Michała Słuszkiewicza (1848–1936) i Pauliny (1858–1926) oraz bratankiem Maksymiliana (1884–1940) i Edmunda (1895–1980). Miał troje rodzeństwa: siostrę Marię, po mężu Gutt (1908–1939) oraz braci Stanisława (1911–1988, ksiegowego) i Witolda (1914–1999, inżyniera i stroiciela fortepianów). Jego kuzynem był Eugeniusz Słuszkiewicz.
Ukończył szkołę ludową w Rymanowie, następnie w 1928 Gimnazjum im. Króla Kazimierza Wielkiego w Bochni. Po ojcu posiadł talent do gry na fortepianie, ponadto grał w tenisa zdobywając mistrzostwo miasta Bochni. Działał w Polskim Towarzystwie Gimnastycznym „Sokół”. Po uzyskaniu matury rozpoczął naukę w Szkole Podchorążych Artylerii Przeciwlotniczej, lecz w trakcie trzeciego roku zachorował na gruźlicę, trafił do sanatorium w Zakopanem i nie dokończył edukacji wojskowej, po czym został przeniesiony do rezerwy.
W 1932 rozpoczął studia na Wydziale Inżynierii Lądowej Politechniki Lwowskiej (studiował tam także jego brat Witold). Wskutek niewystarczających warunków materialnych przerywał studia celem zdobycia środków ekonomicznych (był zatrudniony w Wytwórni Samolotów WSK w Rzeszowie oraz na budowie mostu w Zagórzu na rzece Osława. Był zaangażowany w działalność społeczną, m.in. w akcję „Bratnia Pomoc” organizowaną przez studentów politechniki, organizował sprzedaż ryb na Rynku Lwowskim przed Wigilią (tzw. „Technickie Ryby”).
Był prezesem Związku Akademickiego Młodzież Wszechpolska we Lwowie; w ramach tej działalności propagował wprowadzanie w życie elementów rywalizacji ekonomicznej celem zwalczania nieuczciwego handlu żydowskiego oraz wprowadzenie numerus clausus (odsetka proporcjonalnego do wielkości mniejszości narodowych) na lwowskich uczelniach.
Podczas studiów w ramach 22 pułku piechoty odbywał ćwiczenia wojskowe w wymiarze sześciu tygodni w 1936 i 1938 oraz ukończył Centrum Wyszkolenia Artylerii Przeciwlotniczej. W oparciu o ukończone dwa lata w SPArt. otrzymał awans do stopnia podporucznika ze starszeństwem z dniem 1 stycznia 1937 w korpusie osobowym oficerów artylerii.
Wobec zagrożenia wojną, w sierpniu 1939 zmobilizowany do 6 dywizjonu artylerii przeciwlotniczej. W czasie kampanii wrześniowej walczył w obronie Lwowa. Po agresji ZSRR na Polskę i kapitulacji Lwowa przed Armią Czerwoną został wbrew warunkom kapitulacji miasta wzięty do niewoli sowieckiej i przewieziony do obozu w Starobielsku. Wiosną 1940 został zamordowany przez funkcjonariuszy NKWD w Charkowie na mocy decyzji Biura Politycznego KC WKP(b) z 5 marca 1940 i pogrzebany w bezimiennej zbiorowej mogile w Piatichatkach, gdzie od 17 czerwca 2000 mieści się oficjalnie Cmentarz Ofiar Totalitaryzmu w Charkowie. Figuruje na Liście Starobielskiej NKWD, pod poz. 4029.
5 października 2007 minister obrony narodowej Aleksander Szczygło – decyzją nr 439/MON – mianował go pośmiertnie na stopień porucznika. Awans został ogłoszony 10 listopada 2007 w Warszawie, w trakcie uroczystości „Katyń Pamiętamy – Uczcijmy Pamięć Bohaterów”.

## Upamiętnienie
Wiesław Nowotarski został upamiętniony symbolicznie na grobowcu dziadków, Michała i Pauliny Słuszkiewicz, na Cmentarzu Centralnym w Sanoku.
14 kwietnia 2012, w ramach akcji „Katyń... pamiętamy” / „Katyń... Ocalić od zapomnienia”, przy cmentarzu rzymskokatolickm parafii św. Wawrzyńca w rodzinnym Rymanowie został zasadzony Dąb Pamięci honorujący Wiesława Nowotarskiego.
12 kwietnia 2013, na obelisku pamięci ofiar zbrodni katyńskiej w Bochni przy ulicy Ofiar Katynia w Bochni, odsłonięto czwartą tablicę z nazwiskami pomordowanych związanych z miastem, w tym zostało wymienione nazwisko Wiesława Nowotarskiego.